# HYLAS 2
O HYLAS 2 é um satélite de comunicação geoestacionário britânico construído pela Orbital Sciences Corporation (OSC), ele está localizado na posição orbital de 31 graus de longitude leste e é operado pela Avanti Communications. O satélite foi baseado na plataforma Star-2.4 Bus e sua expectativa de vida útil é de 15 anos.

## Lançamento
O satélite foi lançado com sucesso ao espaço no dia 2 de agosto de 2012, às 20:54 UTC, por meio de um veículo Ariane 5 ECA a partir do Centro Espacial de Kourou, na Guiana Francesa, juntamente com o satélite Intelsat 20. Ele tinha uma massa de lançamento de 3 311 kg.

## Capacidade e cobertura
O HYLAS 2 está equipado com 24 transponders em banda Ka ativos para fornecer serviços de comunicações bidirecionais para entrega em alta velocidade de dados para o Norte e Sul da África, Europa Oriental e Oriente Médio. Também equipado com um feixe concentrado dirigível, que pode proporcionar uma cobertura em qualquer lugar na Terra, que é visível para o satélite.